# Строительный проезд
Строи́тельный прое́зд — проезд, расположенный в Северо-Западном административном округе города Москвы на территории района Южное Тушино.

## История
Проезд получил своё название 26 августа 1960 года по заводу строительных материалов в городе Тушино.

## Расположение
Строительный проезд, являясь продолжением Лодочной улицы, проходит от Сходненской улицы на запад, поворачивает на юго-запад и проходит вдоль берега реки Сходни до Походного проезда. Нумерация домов начинается от Сходненской улицы.

## Примечательные здания и сооружения
По нечётной стороне:
По чётной стороне:

## Транспорт

### Автобус
- Т: от 13-го микрорайона Тушина до Походного проезда и обратно
- 199: от 13-го микрорайона Тушина до Походного проезда и обратно
- 252: от 13-го микрорайона Тушина до Походного проезда и обратно
- 432: от Походного проезда до Проектируемого проезда №4083 и обратно
- 678: от 13-го микрорайона Тушина до Походного проезда и обратно

### Метро
- Станция метро «Сходненская» Таганско-Краснопресненской линии — севернее проезда, на пересечении Сходненской улицы и улицы Героев Панфиловцев с бульваром Яна Райниса и Химкинским бульваром
- Станция метро «Тушинская» Таганско-Краснопресненской линии — южнее проезда, на проезде Стратонавтов

### Железнодорожный транспорт
- Платформа Трикотажная Рижского направления Московской железной дороги — юго-западнее проезда, между Волоколамским шоссе и Трикотажным проездом
- Станция Тушино Рижского направления Московской железной дороги — южнее проезда, между проездом Стратонавтов и Тушинской улицей